# 达拉斯·摩尔
达拉斯·约瑟夫·摩尔（英語：Dallas Joseph Moore，1994年10月27日—）為美國男子籃球運動員，現效力於中国男子篮球职业联赛山东高速。
摩尔來自佛羅里達州聖彼德斯堡，其父親曾是棒球運動員，母親則是啦啦隊成員，摩尔在北佛羅里達大學攻讀刑事司法。摩尔於2018年5月取得阿爾巴尼亞國籍，並代表阿爾巴尼亞參加國際賽事。2020年10月17日，中国男子篮球职业联赛广州龙狮宣布與摩尔完成簽約。2023年9月5日，广州龙狮宣布摩尔重返球隊。2024年1月8日，摩尔在比賽過程中遭遇左侧跟腱断裂，賽季因此報銷。11月11日，山东高速宣布摩尔至球隊試訓。11月18日，山东高速宣布摩尔試訓通過。

## 外部連結
- 达拉斯·摩尔在fiba.basketball（英语）
- 达拉斯·摩尔在歐洲籃球聯賽（英语）
- 达拉斯·摩尔在VTB聯賽（英语）
- 达拉斯·摩尔在義大利籃球聯賽（意大利语）
- 达拉斯·摩尔在亞得里亞海聯賽（英语）
- 达拉斯·摩尔在中国男子篮球职业联赛
- 达拉斯·摩尔在Basketball-Reference.com（國際）（英语）
- 达拉斯·摩尔在Sports-Reference.com（NCAA）（英语）
- 达拉斯·摩尔在Eurobasket.com（球員）（英语）
- 达拉斯·摩尔在Proballers（英语）
- 达拉斯·摩尔在RealGM（英语）
- 达拉斯·摩尔在中国篮球数据库
- 达拉斯·摩尔在Flashscore（英语）